# Flexoeletricidade
A flexoeletricidade é uma propriedade de um material dielétrico, pelo qual exibe uma polarização elétrica espontânea induzida por um gradiente de deformação. A flexoeletricidade está intimamente relacionada à piezoeletricidade, mas enquanto a piezoeletricidade se refere à polarização devido à tensão uniforme, a flexoeletricidade se refere especificamente à polarização devido à tensão que muda de um ponto para outro no material. Flexoeletricidade não é o mesmo que Ferroelasticidade.
A polarização elétrica devido ao estresse mecânico em um dielétrico é dada por:
{\displaystyle P_{i}=d_{ijk}\sigma _{jk}+\mu _{ijkl}{\frac {\partial \epsilon _{jk}}{\partial x_{l}}}}
onde o primeiro termo corresponde ao efeito piezoelétrico direto e o segundo termo corresponde à polarização flexoelétrica induzida pelo gradiente de deformação.
Aqui, o coeficiente flexoelétrico, {\displaystyle \mu _{ijkl}}, é um tensor polar de quarta ordem e {\displaystyle d_{ijk}} é o coeficiente correspondente ao efeito piezoelétrico direto.

## Eletricidade estática
O efeito flexoelétrico que surge quando a separação de carga em um isolador surge de deformações como flexões acabam levando à geração de carga estática. Cientistas mostraram que as tensões decorrentes das saliências dobradas durante a fricção são grandes o suficiente para causar eletricidade estática.